# Загірне (Пологівський район)
Загі́рне — село в Україні, у Гуляйпільській міській громаді Пологівського району Запорізької області. Населення становить 14 осіб. До 2016 орган місцевого самоврядування — Мирненська сільська рада.

## Географія
Село Загірне знаходиться в балці Жеребці, на відстані 3 км від села Мирне.

## Історія
12 червня 2020 року, відповідно до розпорядження Кабінету Міністрів України № 713-р «Про визначення адміністративних центрів та затвердження територій територіальних громад Запорізької області», увійшло до складу Гуляйпільської міської громади.
19 липня 2020 року, у результаті адміністративно-територіальної реформи та ліквідації Гуляйпільського району, село увійшло до складу Пологівського району.

## Населення
Згідно з переписом УРСР 1989 року чисельність наявного населення села становила 21 особа, з яких 9 чоловіків та 12 жінок.
За переписом населення України 2001 року в селі мешкало 14 осіб.

### Мова
Розподіл населення за рідною мовою за даними перепису 2001 року:
| Мова       | Відсоток |
| ---------- | -------- |
| українська | 85,71 %  |
| російська  | 14,29 %  |